# Louis Dollé

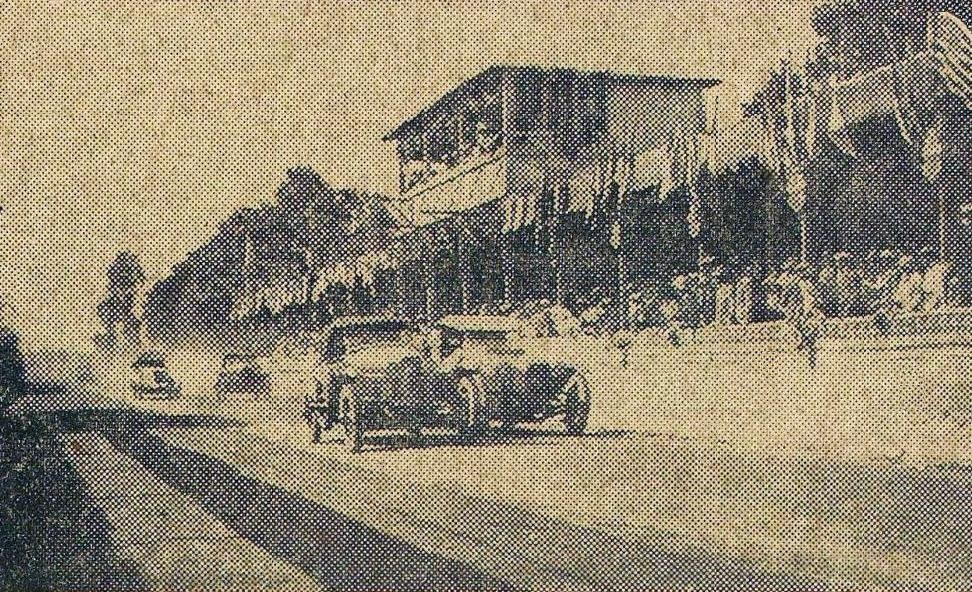
Start zum 24-Stunden-Rennen von Le Mans 1925

Louis Frédéric Désiré Dollé (* 3. Februar 1892 in Lugny; † 17. Februar 1968 in Saint-Brevin-les-Pins) war ein französischer Autorennfahrer.

## Karriere als Rennfahrer
Louis Dollé war in seiner Karriere einmal beim 24-Stunden-Rennen von Le Mans am Start. 1925 fuhr er gemeinsam mit Edouard Giroux einen Werks-Diatto Tipo 30. Der Wagen fiel nach 41 gefahrenen Runden mit einem Motorschaden vorzeitig aus.

## Statistik

### Le-Mans-Ergebnisse
| Jahr | Team                                   | Fahrzeug       | Teamkollege    | Platzierung | Ausfallgrund |
| ---- | -------------------------------------- | -------------- | -------------- | ----------- | ------------ |
| 1925 | Societa Anonima Autocostruzioni Diatto | Diatto Tipo 30 | Edouard Giroux | Ausfall     | Motorschaden |